# Віра Ружичкова
Віра Ружичкова (чеськ. Věra Růžičková, 10 серпня 1928, Брно — 24 листопада 2018, Брно) — чехословацька гімнастка, олімпійська чемпіонка.

## Біографічні дані
По прибуттю до Лондона на Олімпіаду 1948 Елішці Мисаковій, одній з лідерів команди Чехословаччини зі спортивної гімнастики, був поставлений діагноз поліомієліт. У команді її замінила Віра Ружичкова, яка стала самою юною гімнасткою збірної Чехословаччини, і зайняла 1-ше місце в командному заліку. В індивідуальному заліку вона зайняла 6-те місце. Також зайняла 10-те місце у вправах на колоді, 11-те місце у вправах на кільцях і була 12-ю в опорному стрибку.
Після завершення виступів працювала тренером та міжнародним суддею з гімнастики.